# Johnny McDowell
Johnny McDowell (29 de gener del 1915, Delavan, Illinois - 8 de juny del 1952, Milwaukee) va ser un pilot estatunidenc de curses automobilístiques. McDowell va guanyar diverses curses en diferents categories, arribant a córrer a la Champ Car a les temporades 1949-1952 incloent-hi la cursa de les 500 milles d'Indianapolis d'aquests anys. Johnny McDowell va morir el 8 de juny del 1952 disputant una cursa a Milwaukee.

## Resultats a la Indy 500
| Any    | Cotxe  | Sortida | Vel. mitja | Ranking | Final  | Voltes | V. líder | Retirat            |
| ------ | ------ | ------- | ---------- | ------- | ------ | ------ | -------- | ------------------ |
| 1949   | 32     | 28      | 126.139    | 30      | 18     | 142    | 0        | Magneto            |
| 1950   | 62     | 33      | 129.692    | 28      | 18     | 128    | 0        | A 10 voltes        |
| 1951   | 12     | 26      | 132.475    | 24      | 32     | 15     | 0        | P. amb el combust. |
| 1952   | 31     | 33      | 133.939    | 32      | 21     | 182    | 0        | A 18 voltes        |
| Totals | Totals | Totals  | Totals     | Totals  | Totals | 467    | 0        |                    |

| Curses       | 4 |
| Poles        | 0 |
| Voltes líder | 0 |
| Victòries    | 0 |
| Top 5        | 0 |
| Top 10       | 0 |
| Retirades    | 2 |

## A la F1
El Gran Premi d'Indianapolis 500 va formar part del calendari del campionat del món de la Fórmula 1 entre les temporades 1950 a la 1960. Els pilots que competien a la Indy durant aquests anys també eren comptabilitats pel campionat de la F1.
Johnny McDowell va participar en 3 curses de F1, debutant al Gran Premi d'Indianapolis 500 del 1950.

### Palmarès a la F1
- Participacions: 3
- Poles: 0
- Voltes Ràpides: 0
- Victòries: 0
- Pòdiums: 0
- Punts vàlids per la F1: 0